# Фрёдинг, Густав
Густав Фрёдинг (швед. Gustav Fröding; 22 августа 1860 — 8 февраля 1911) — шведский поэт.
Родился в дворянском поместье Альстер в Вермланде. Дед Фрёдинга по материнской линии был местным епископом. Проучился три года (1880 −1883) в Упсальском университете, но курса не окончил. В январе 1887 он поступает на работу в «Карлстадскую газету», но уже осенью 1888, получив наследство из газеты уходит, чтобы заниматься только творчеством. Одновременно ухудшается состояние его душевного здоровья. В 1889—1890 Фрёдинг ложится на излечение в психиатрическую лечебницу. И с тех пор психические проблемы мучают его до конца жизни. Первый поэтический сборник «Гитара и гармоника» (Gitarr och dragharmonika) вышел в 1891. Раздел, посвящённый Вермланду, в следующем его сборнике «Новые стихи» (Nya dikter, 1894) упрочил репутацию Фрёдинга. Этот сборник имел большой успех. Однако сам Фрёдинг за месяц до выхода книги снова попадает в психиатрическую лечебницу.
В больнице Фрёдинг готовит и свою третью книгу, «Брызги и осколки», вышедшую в 1896 году. Здесь снова были вермландские мотивы — «Маленький Карл-Юхан»; цикл «Из песен короля Эрика», посвящённый безумному королю Эрику XIV; были и вдохновенные зарисовки в ницшеанском духе — «Танцующие боги» и «Фрагмент из будущего». Стихотворение «Утренний сон» — откровенная зарисовка из доисторического прошлого — определило судьбу книги.
В первой половине 1890-х он проводит в общей сложности несколько лет на излечении в институте Сюттестад, в Лиллехамере, в Норвегии. Здесь он пишет большое количество путевых заметок, фельетонов, пишет и о политической ситуации в Норвегии. В 1896 году возвращается в Швецию. Зимой 1898 г. его сестра Сесилия Фрёдинг устраивает его в больницу в Упсале, под надзор профессора Фрея Свенсона. Здесь его часто навещает учительница Ида Бэкман. Ида Бэкман хочет стать женой поэта, она подыскивает ему в Холланде доктора, который смог бы может его вылечить. Но этим планам не суждено было сбыться. Пребывание поэта в больнице Упсалы стало темой пьесы Готфрида Графстрёма «Пой о любви красиво».
В 1905 году из Упсальской больницы Фрёдинг переезжает в Стокгольм, на Виллу Грёндаль в Юргордене. Здесь его подругой и сиделкой становится Сигне Тротциг. Болезнь прогрессирует.
В феврале 1911 года поэт умирает. Все заботы о похоронах берёт на себя профессор Натан Сёдерблом. Сейчас могила Фрёдинга находится на Упсальском Старом церковном дворе — известном месте захоронения многих выдающихся деятелей шведской культуры.
Многие стихи Фрёдинга (в частности, «Видение», «Атлантида», «А вот и мечтатель» из сборника «Новые стихи») описывают сны, видения и галлюцинации, что сближает их по настроению с драматургией позднего Стриндберга. Особенностью творчества, является глубокое народное начало: все без исключения сборники Фрёдинга имеют разделы, отражающие крестьянскую жизнь Вермланда. В них с музыкальностью звучат фольклорные мотивы. Поэтому неудивительно, что многие его стихи были положены на музыку и обрели широкую популярность в Швеции. Главным образом позднего периода творчества поэта стала чаша святого Грааля — символ единства всех вещей и явлений, включая понятия добра и зла. Фрёдинг продолжил в литературе традиции Гёте, Гейне, Бернса, Шелли, Байрона и По, а в шведской поэзии — Люсидора, Бельмана и Стагнелиуса. Поэт виртуозно пользовался ассонансом и внутренней рифмой, и в том, что касается созвучий и ритма, довел шведский традиционный стих до совершенства.
Оказал влияние и на современников, и на последующее поколение поэтов и прозаиков. В 1917—1922 в Стокгольме вышло в свет собрание его сочинений в 16 томах.